# 19234 Victoriahibbs
19234 Victoriahibbs este un asteroid din centura principală de asteroizi.

## Descriere
19234 Victoriahibbs este un asteroid din centura principală de asteroizi. A fost descoperit pe 9 noiembrie 1993 la Observatorul Palomar de Eleanor Francis Helin. Asteroidul prezintă o orbită caracterizată de o semiaxă mare de 2,26 ua, o excentricitate de 0,21 și o înclinație de 24,8° în raport cu ecliptica.